# خطوط أنجارا الرحلة 2311
في 24 يوليو 2025، تحطمت طائرة أنتونوف 24 تابعة لخطوط أنجارا للطيران وعلى متنها 43 راكبًا، من بينهم 5 أطفال، و6 أفراد من الطاقم، على سفح جبل بالقرب من تيندا في مقاطعة أمور، روسيا. وقالت خدمات الطوارئ إنه لا يوجد ناجون. كانت الطائرة في رحلة داخلية متجهة إلى تيندا في منطقة أمور.

## الركاب وطاقم الطائرة
قدمت مصادر مختلفة أرقامًا متضاربة حول عدد الأشخاص الذين كانوا على متن الطائرة. صرّح حاكم مقاطعة أمور فاسيلي أورلوف، بوجود 43 راكبًا و6 من أفراد الطاقم. في غضون ذلك، أفادت وزارة الطوارئ الروسية بوجود 40 شخصًا على متن الطائرة. من بين الركاب 5 أطفال.

## الحادث
وفقًا لوكالة إنترفاكس الروسية، كان مسار الرحلة يمر عبر مدن خاباروفسك وبلاغوفيشتشينسك وتيندا. كانت الطائرة تقترب من وجهتها النهائية، مدينة تيندا، في مقاطعة أمور، عندما اختفت عن الرادار. حاولت الطائرة الهبوط في مطار تيندا في محاولة أخيرة فاشلة بسبب ضعف الرؤية، واضطرت إلى محاولة هبوط ثانية، لكنها لم تصل إلى نقطة تفتيش.
تم العثور على حطام الطائرة المحترق بواسطة مروحية إنقاذ على بعد 15 كم (9.3 ميل) من مطار تيندا. وذكرت وسائل الإعلام الروسية أن الحطام كان موجودًا على سفح الجبل دون وجود أي ناجين.

## بعد الحادث
إعلان الحداد الرسمي مدة 3 أيام في مقاطعة أمور. أرسل رؤساء الصين، مصر، بيلاروسيا، كازاخستان، وأرمينيا تعازيهم إلى الرئيس الروسي فلاديمير بوتين على الحادث.